# 丹尼尔·伯姆
丹尼尔·伯姆（德語：Daniel Böhm，1986年6月16日—），德国男子冬季两项运动员。他曾代表德国参加2014年冬季奥林匹克运动会冬季两项比赛，获得男子4×7.5公里接力银牌。